# Schrei in die Vergangenheit
Schrei in die Vergangenheit (Originaltitel: The Browning Version) ist ein britisches Drama aus dem Jahre 1994 von Regisseur Mike Figgis. Die Hauptrolle spielte Albert Finney.
Es basiert auf einem mehrfach verfilmten Theaterstück Terence Rattigans von 1948, unter anderem 1951 als Konflikt des Herzens unter Regie von Anthony Asquith. Der Originaltitel der Charakterstudie bezieht sich auf Robert Brownings Übersetzung des Agamemnon des Aischylos.

## Handlung
Andrew Crocker-Harris hat 20 Jahre lang die griechischen und lateinischen Klassiker an einer Public School im Süden Englands gelehrt, und dies brillant und auf hohem Niveau – und mit unnachgiebiger Härte. Seine Lehreinrichtung unter Leitung des gewandten Rektors Dr. Frobisher ist traditionsbewusst, aber auch im Umbruch begriffen. Crocker-Harris, der mit der viel jüngeren Laura verheiratet ist, geht aufgrund gesundheitlicher Probleme in den Vorruhestand. Die meisten seiner Schüler nehmen es mit Erleichterung auf – haben sie doch für ihn den Spitznamen „Hitler der unteren Fünften“ ersonnen.
Sein Nachfolger wird Tom Gilbert, ebenfalls Träger des Chancellor’s Price for Latin Verse von Oxford, der den Zeichen der Zeit entsprechend die toten Sprachen noch weiter einschränken wird. Laura hat eine Affäre mit dem jovialen Chemielehrer Frank Hunter, einem Amerikaner. Crocker-Harris, selbst ein Klassiker, wird die von Dr. Frobisher in Aussicht gestellte Pension aufgrund der Statuten doch nicht erhalten. Laura bezeichnet ihren Mann daraufhin als „Memme“. Dass seine Frau fremdgeht, ahnt Crocker-Harris schon lange. Was ihn hingegen überrascht, ist die Tatsache, dass seine Schüler ihn ausnahmslos hassen. Publiziert hat er die eigenen Übersetzungen nie.
Die Feier anlässlich seiner Verabschiedung steht bevor. Des dramaturgischen Ablaufs wegen lässt sich Crocker-Harris mit seiner Rede auf den vorletzten Platz schieben und räumt damit einem jüngeren, populäreren Lehrer das Feld. In seinen Worten fällt Schönheit und Inbrunst des Agamemnon nur bei „einem von tausend“ Schülern auf fruchtbaren Boden. Der sensible Taplow ist der einzige, der den monströsen Pädagogen leiden kann, ja von ihm schwärmt. Mit dem Jungen kommt er auf Übersetzungstreue, aber auch auf Fantasie und auf das menschliche Einfühlungsvermögen zu sprechen.
Bei einem gesellschaftlichen Anlass, dem Cricket, macht ihm der Junge in einem Zustand höchster Nervosität eine Ausgabe des Agamemnon in der Version von Robert Browning zum Geschenk, versehen mit einer Widmung in (perfekten) Hexametern. Crocker-Harris bricht in Tränen aus.
Laura demütigt ihn ein weiteres Mal, indem sie das Buch als Bestechungsversuch eines Strebers versteht. Der junge Lehrer Hunter – sein Nebenbuhler – empfiehlt Crocker-Harris wohlmeinend, noch einmal „von vorne anzufangen“ und sich eine „treue“ Gemahlin zu suchen.
Crocker-Harris sagt seiner Frau Lebewohl und fordert sie auf, das Haus bis zum Folgetag zu räumen. Die Preisverleihung und Verabschiedung in dem traditionsreichen Saal sind bestens besucht. Crocker-Harris brüskiert Dr. Frobisher, indem er doch die Abschlussrede hält, seinem Status gemäß. Sein Vorredner, der Sportlehrer, wird für seinen leicht zugänglichen Wortbeitrag beklatscht und bejubelt.
Crocker-Harris weicht in seiner Abschiedsrede von seinen Aufzeichnungen ab und zieht vor allen Jahrgängen und dem Kollegium stattdessen die Bilanz des eigenen Lebens. Als Humanist gesteht er sein vollkommenes Versagen als Mensch und als Lehrer ein. Er bittet die anwesenden Schüler stellvertretend für alle Vormaligen in aller Form um Verzeihung.
Er begegnet ein letztes Mal seiner Frau, doch sie gehen auseinander.

## Hintergrund
Die Außenaufnahmen entstanden an der Milton Abbey School, Blandford, Dorset, die Innenräume stellte die Sherborne School, Sherborne, Dorset zur Verfügung.

## Kritiken
„Ein zutiefst bewegendes Porträt langsamer seelischer Zerstörung, mit sorgfältiger, unsensationeller Genauigkeit inszeniert und von Albert Finney eindringlich dargestellt.“

Der New York Times erschien es, als würde der ganze Film nur funktionieren, „wenn wir es Laura glauben, wenn sie über ihren Ehemann sagt, ‚Er war nicht immer so‘.“ („The Browning Version“ works only if we believe Laura when she says of her husband, „He wasn’t always the Crock.“) und sinngemäß: „wir nehmen es ihnen nicht ab.“ (rings hollow).
Das britische Magazin Time Out lobte die Leistung von Albert Finney in der Hauptrolle, der eine leise und zugleich tief bewegende Darstellung biete. Allerdings gehöre Rattingans Stück von 1948 in eine andere Zeit und eine andere Sozialmoral. Die Modernisierung in die Gegenwart der 1990er-Jahre sei nicht geglückt, was den Film „redundant, sogar bedeutungslos“ erscheinen lasse.

## Auszeichnungen und Nominierungen
Cannes Film Festival 1994
- Nominierung Goldene Palme für Mike Figgis. Sie ging an Pulp Fiction von Quentin Tarantino.

BAFTA Awards 1995
- Nominierung für den BAFTA Award in der Kategorie bestes adaptiertes Drehbuch für Ronald Harwood

Boston Society of Film Critics Awards 1994
- BSFC Award bester Schauspieler für Albert Finney